# Pratkowice
Pratkowice [pronunciación en polaco: /pratkɔˈvit͡sɛ/] es un pueblo en el distrito administrativo de Gmina Wielgomłyny, en el Distrito de Radomsko, Voivodato de Łódź, en Polonia central. Se encuentra aproximadamente 9 kilómetros al noreste de Wielgomłyny, 30 kilómetros al este de Radomsko, y 86 kilómetros al sur de la capital regional, Łódź.